# Juan Bērziņš
Juan de Caracas y Sudamérica, de nombre secular Pēteris Bērziņš, (en ruso: Пётр Леонидович Берзинь; Cooma, Nueva Gales del Sur, Australia, 16 de marzo de 1957) es un obispo ortodoxo australiano. Desde 2008 es obispo de la Diócesis de Sudamérica de la Iglesia ortodoxa rusa fuera de Rusia. Es también el encargado de las parroquias de las comunidades del viejo rito.

## Biografía
Es hijo de Leonid Bērziņš y su esposa Margarita, refugiados letones ortodoxos. Se graduó en filología en la Universidad Nacional Australiana. Entró al Monasterio de la Santísima Trinidad en Jordanville, Estados Unidos y en 1982 se matriculó en el Seminario de la Santísima Trinidad. Se graduó de ese seminario en 1985.
En 1985 fue tonsurado con la mantia, un manto monacal, por el arzobispo Lauro Škurla de Siracusa y de la Santísima Trinidad. El arzobispo Lauro lo ordenó hierodiácono en 1987.
Entre 1992 y 1996, sirvió como padre confesor del Convento Getsemaní en Tierra Santa. En 1994 es condecorado con la cruz pectoral dorada por el arzobispo Lauro. Entre 2001 y 2005, sirvió nuevamente como padre confesor del Convento Getsemaní en Tierra Santa.
El 5 de septiembre de 2005 in Monasterio de la Santísima Trinidad en Jordanville fue elevado al rango de higúmeno por el metropolitano Lauro Škurla.
Desde 2005, ministró a la Comunidad de los Santos Sergio y Germán de Valaam, de la Diócesis de Chicago.
En mayo de 2008, el Concilio de Obispos de la Iglesia ortodoxa rusa fuera de Rusia nominó a Bērziņš como candidato a obispo de Caracas y Sudamérica. El 19 de junio de 2008, el patriarca de Moscú y de todas las Rusias, Alejo II, confirmó la elección de Bērziņš, después de haber consultado con los miembros del Santo Sínodo del Patriarcado de Moscú. El 21 de junio de 2008, el nuevo obispo es consagrado en la Iglesia de la Natividad de Cristo en Erie, Estados Unidos por el metropolitano Hilarión Kapral.
El 26 de octubre de 2010 el Sínodo de Obispos de la Iglesia ortodoxa rusa fuera de Rusia nombró a Juan de Caracas y Sudamérica como el encargado de las parroquias de las comunidades del viejo rito.
Juan de Caracas y Sudamérica habla fluidamente el griego antiguo y el latín. Es miembro de la hermandad del Monasterio de la Santísima Trinidad de Jordanville.